# Ad van den Biggelaar

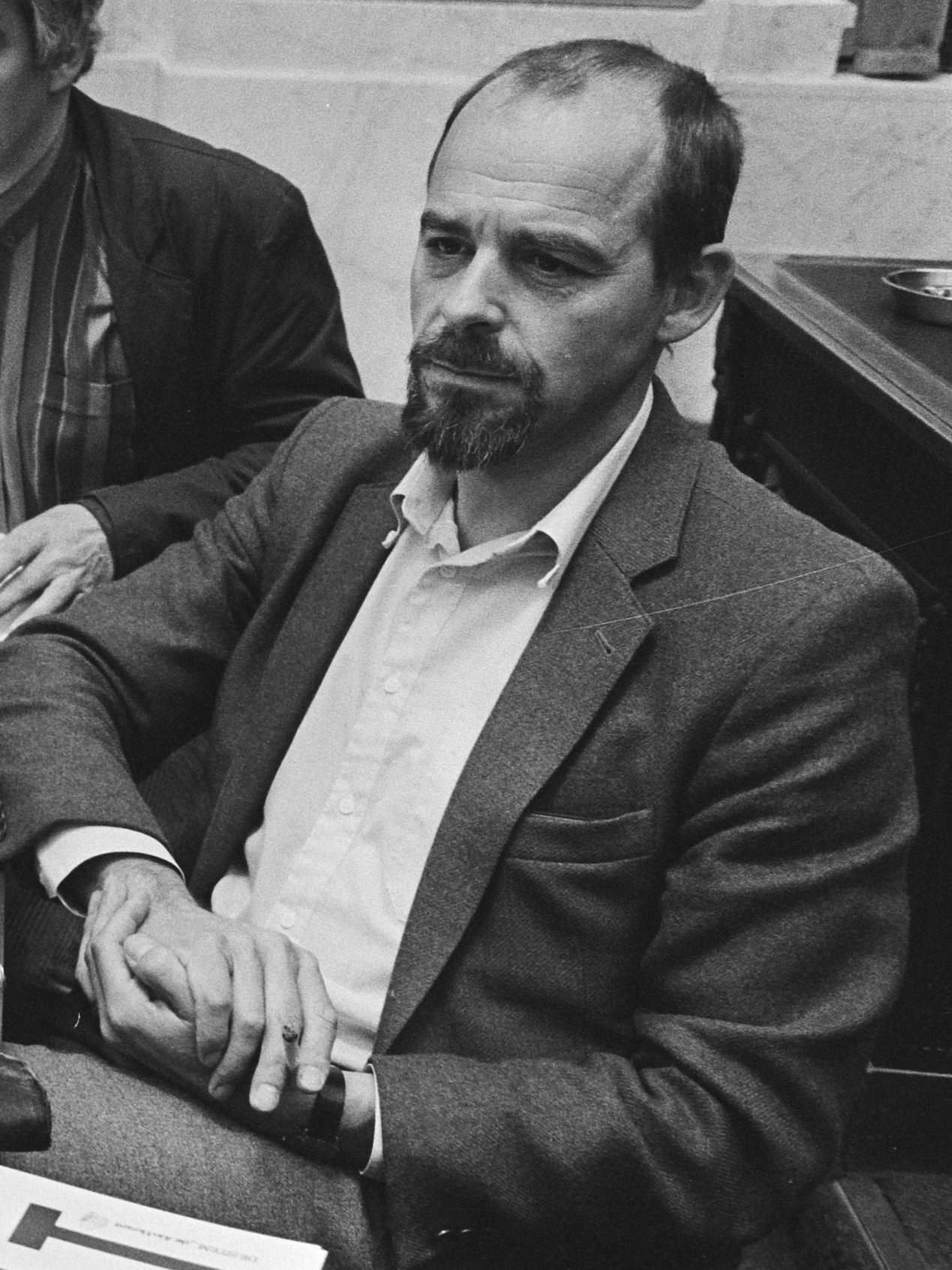
Ad van den Biggelaar

Ad van den Biggelaar (4 juni 1942 - 7 november 2011) was een Nederlands milieuactivist.
Van den Biggelaar was na een korte loopbaan in het leger en bij DAF verbonden aan de vakbeweging, eerst het NKV later de FNV. Bij de FNV legde hij zich toe op milieuvraagstukken. In 1988 stapte hij over naar Natuur & Milieu waarvan hij tot 2004 directeur was.
Van den Biggelaar geldt als degene die het proces van professionalisering bij Natuur & Milieu met kracht ter hand nam. Ook het voeren van politieke lobby was bij hem in goede handen. Het begrip duurzaamheid stond bij hem centraal, waarbij het niet alleen om natuur en milieu maar ook om de mens ging. Hij heeft zich sterk gemaakt voor een alternatief traject voor de HSL en leek succes te boeken, maar uiteindelijk zijn zijn voorstellen niet overgenomen. De aanleg van de EHS zag hij als zijn grootste succes.